# Liss-Mårdsjön
Liss-Mårdsjön är en sjö i Norrtälje kommun i Uppland och ingår i Skeboåns huvudavrinningsområde. Sjön är 3,4 meter djup, har en yta på 0,119 kvadratkilometer och befinner sig 23,1 meter över havet. Sjön avvattnas av vattendraget Ränkaån.

## Delavrinningsområde
Liss-Mårdsjön ingår i det delavrinningsområde (664813-165530) som SMHI kallar för Mynnar i Närdingen. Medelhöjden är 22 meter över havet och ytan är 30,5 kvadratkilometer. Det finns inga avrinningsområden uppströms utan avrinningsområdet är högsta punkten. Ränkaån som avvattnar avrinningsområdet har biflödesordning 2, vilket innebär att vattnet flödar genom totalt 2 vattendrag innan det når havet efter 20 kilometer. Avrinningsområdet består mestadels av skog (68 procent) och jordbruk (18 procent). Avrinningsområdet har 0,79 kvadratkilometer vattenytor vilket ger det en sjöprocent på 2,6 procent.